# Bianchigrupp
Inom matematiken är en Bianchigrupp en grupp av formen 
PSL2(Od)
där d är ett positivt kvadratfritt tal och PSL betecknar projektiva speciella linjära gruppen och Od är ringen av heltal i  imaginära kvadratiska kroppen Q(√−d).
Dessa grupper studerades först av Bianchi (1892) som en naturlig klass av diskreta delgrupper av PSL2(C). 